# 神須学園高等学校
神須学園高等学校（こうずがくえんこうとうがっこう）は、大阪府岸和田市にある私立通信制高等学校である。

## 概要
2016年に開校した大阪府認可の通信制高等学校。
少人数クラス担任制のアシストコースでは、高卒資格を得るための単位修得に必要なスクーリング授業やレポート学習以外に、教科を基礎から学べる授業が組み込まれている。

## 沿革
- 2016年3月 - 大阪府より設立認可
- 2016年4月 ‐ 大阪府岸和田市野田町に神須学園高等学校を開校
- 2022年6月 - 学校新館完成

## 交通
- 岸和田駅（南海本線）中央出口から徒歩約2分